# Corinna Tsopei
Kiriakí Corína Tsopéi, detta Corinna (gr. Κυριακή Κορίνα Τσοπέη; Atene, 21 giugno 1944), è una modella e attrice greca, vincitrice del concorso di Miss Universo 1964.

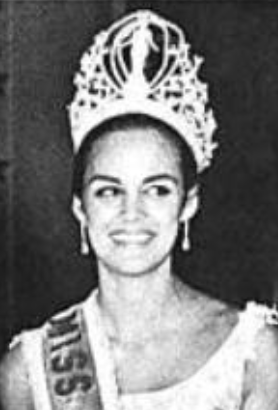
Corinna Tsopei

Il 20 giugno 1964 Corinna Tsopei fu incoronata Miss Star Hellas, che le permise di rappresentare la Grecia a Miss Universo, quell'anno tenuto a Miami. La Tsopei è stata la prima, e ad oggi l'unica donna greca ad aver vinto il titolo di Miss Universo. In seguito è tornata numerose volte sul palco del concorso nelle vesti di giurata.
Dopo l'anno di regno Corinna Tsopei ha intrapreso la carriera di attrice, apparendo in alcune produzioni televisive e cinematografiche come Un uomo chiamato Cavallo, Daniel Boone, Lost in Space e La valle delle bambole. La Tsopei lavora anche per un'organizzazione che si occupa di raccogliere fondi per i bambini leucemici.